# Кляшево (Иглинский район)
Кляшево (баш. Келәш) — село в Иглинском районе Республики Башкортостан Российской Федерации. Входит в состав Уктеевского сельсовета.

## География
Село находится на левом берегу реки Уфа.

### Географическое положение
Расстояние до:
- районного центра (Иглино): 11 км,
- центра сельсовета (Минзитарово): 14 км,
- ближайшей ж/д станции (Иглино): 11 км.

## Население
| 2002 | 2009 | 2010 |
| ---- | ---- | ---- |
| 192  | ↘179 | ↘168 |

### Национальный состав
Согласно переписи 2002 года, преобладающая национальность — башкиры (97 %).

## Религия
В селе есть мечеть.